# Bur Karang Putih
Bur Karang Putih är ett berg i Indonesien.   Det ligger i provinsen Aceh, i den västra delen av landet, 1 500 km nordväst om huvudstaden Jakarta. Toppen på Bur Karang Putih är 3 371 meter över havet, eller 306 meter över den omgivande terrängen. Bredden vid basen är 4,9 km.
Terrängen runt Bur Karang Putih är varierad. Runt Bur Karang Putih är det glesbefolkat, med 8 invånare per kvadratkilometer. Det finns inga samhällen i närheten. I omgivningarna runt Bur Karang Putih växer i huvudsak städsegrön lövskog.